# Le Protecteur (nouvelle)
Pour les articles homonymes, voir Protecteur.
Le Protecteur est une nouvelle de Guy de Maupassant, parue en 1884.

## Historique
Le Protecteur est initialement publiée dans la revue Gil Blas du 5 février 1884, sous le pseudonyme Maufrigneuse, puis dans le recueil Toine.

## Résumé
Jean Marin, fils d’un huissier de province, était monté à Paris faire son droit au Quartier latin. Il était devenu l’ami d’étudiants versés en politique. 
Plus tard, n’ayant eu aucun succès comme avocat, il renoue connaissance avec un de ses amis étudiant devenu entre-temps député. Il lui sert d’homme à tout faire et, quand le député devient ministre, Jean Marin devient conseiller d’État.
Dès qu'il est en poste, il se sent investi d’une mission. Il doit protéger les gens, les aider et, sans cesse, il mentionne qu’il est conseiller d’État. Un matin, il aide avec son parapluie un vieux prêtre, l’abbé Ceinture, qui va justement au Conseil d’état. Marin, aussitôt, lui fait trois lettres d’introduction.
Le lendemain matin, il découvre effaré dans un journal anticlérical que cet abbé Ceinture a comploté contre le gouvernement et qu’il a été cassé par son évêque. Marin, dépité, jure un peu tard qu’on ne l’y prendra plus.

## Éditions
- Le Protecteur, dans Maupassant, Contes et Nouvelles, tome II, texte établi et annoté par Louis Forestier, éditions Gallimard, Bibliothèque de la Pléiade, 1974  (ISBN 978 2 07 010805 3).